# 藤掛廣幸
藤掛 廣幸（ふじかけ ひろゆき、1949年1月31日 - ）は、日本の作曲家・編曲家・指揮者・シンセサイザー奏者・音楽プロデューサー。Hiro Fujikake はペンネーム。

## 人物・来歴
岐阜県出身。愛知県立芸術大学卒業、同大学院修士課程修了。石井歓、中田直宏、保科洋に師事した。1977年に、世界三大コンクールのひとつであるエリザベート王妃国際音楽コンクール作曲部門で、日本人として初めてグランプリを受賞。日本国内でも数々の作曲コンクールで受賞歴がある。日本人の名前を英語で表記する時には名字→名前の順でなく、Hiroyuki Fujikake と逆に書かなければならない。「これでは響きが音楽的ではない」との理由で、海外に向けてのペンネームとして【Hiro Fujikake】 の名前でアルバムや作品を発表している。アメリカ発売のアルバムに【Hiro Fujikake】と書いてあったからと日本のレコード会社が本人の確認を取らないで【藤掛廣】として日本版を発売した時には「どうしても日本語で書きたいのなら（ヒロ藤掛）として下さい」と強く抗議して直させた経緯がある。
フルートの世界的プレイヤーであるジェームズ・ゴールウェイとは3枚の共演アルバムを出しており、その1枚目である『妖精の森』（英語タイトル：The Enchanted Forest ）は、全米ビルボード誌「クラシカル・クロスオーヴァー部門」で5ヶ月連続ベスト10入り（売り上げ１００万枚以上）。又、イ・ムジチ合奏団とオーボエの世界的名手ハインツ・ホリガーによるアルバム『日本の四季』では、全12曲のアレンジを担当した。絶版になっていた『日本の四季』は好評の為２０１７年ユニバーサル・ミュージックより再発売された。
管弦楽、吹奏楽、オペラ、ミュージカル、バレエ、マンドリン、ピアノ曲、合唱曲、校歌、社歌、市民の歌　等の他に「NHK特集」「ふるさと紀行」「中学生日記」「さわやか三組」「あしたへジャンプ」「虹色定期便」をはじめ、多くのテレビやラジオのための放送音楽、映画音楽、CM等、多岐にわたる作品がある。世界デザイン博覧会の会場内・音響総合プロデューサー、ぎふ中部未来博に於いては岐阜メモリアルセンターに今も設置されている『淡墨の桜と大陶壁』の為の音楽プロデューサーとして作曲、演奏も担当した。
マンドリン界とも関わりが深く、多数のマンドリン合奏用作品がある。
シンセサイザーとコンピュータを組み合わせた「Solo Orchestra／ソロ・オーケストラ」で、自作の「オペラ」、「ミュージカル」、「バレエ音楽」などの演奏を行い、「ソロ・オーケストラ」コンサートも各地で行っている。
シンセサイザーによる最初のソロアルバム【Galactic Symphony・銀河交響曲】はベルギーの「パバーヌ・レコード」よりリリースされた。

## 作品

### 管弦楽
- 縄文譜・Rope Crest（1977年、エリザベート王妃国際音楽コンクール作曲部門グランプリ受賞作品[7]）
- 春の詩（1990年、日本交響楽振興財団作曲賞入選）
- Symphony JAPAN・交響曲「岐阜」（1993年）[8]
- 交響曲「出雲」（2005年）
- 挽歌（日本音楽コンクール作曲部門入賞作品）

### 吹奏楽
- ノスタルジック・ラプソディ（1975年度笹川賞創作曲コンクール吹奏楽B部門1位）
- シャコンヌ（1976年度笹川賞創作曲コンクール吹奏楽A部門1位）
- 吹奏楽のための協奏的序曲（1976年度 全日本吹奏楽コンクール課題曲 B）
- 白鳳狂詩曲（1983年度 全日本吹奏楽コンクール課題曲 B）
- ロックン・マーチ（1991年年度 全日本吹奏楽コンクール課題曲 C）

### マンドリンオーケストラ
- パストラル・ファンタジー（1975年、第1回マンドリン合奏曲作曲コンクール第2位）
- じょんがら（1977年）
- 詩的二章（1978年）
- グランド・シャコンヌ（1981年）
- トレピック・プレリュード（1990年）
- 星空のコンチェルト（1996年）
- 樹魂の歌（2001年）
- シンフォニア・パルナソス（2010年）
- スタバート・マーテル(stub)
- 交響詩「甲斐水明」（2015年）
- Life Symphony（2015年）
- 手児奈ファンタジー（2016年）

### ギターオーケストラ
- 海のファンタジー（1996年）

### オペラ
- 西湖伝説・金色の鳳（太陽をさがして）（1997年）
- かかみ野の空（大地の呼び声）（1997年）
- 紙すきの歌（1999年）
- 一粒の豆（2003年）
- 月夜の夢（2014年）

### バレエ音楽
- ブンナよ木からおりてこい（1983年）
- あゝ野麦峠（1988年）

### ミュージカル
- ブンナよ木からおりてこい（1993年）
- 小さな虫の物語（1995年）

### 現代邦楽
- 山河緑照（1999年）

### シンセサイザー音楽
- 銀河交響曲（1979年）- ベルギーのパヴァーヌ・レコードからリリース
- 樹魂の歌（1988年） - 根尾の淡墨桜を歌った曲 ぎふ中部未来博で初演
- 宗春爛漫（1998年） - 名古屋大須観音境内に設置されているからくり人形のための音楽
- 悠久の翔（2000年） - 東京銀座四丁目に設置されているからくり人形のための音楽[9]

### その他
- 合唱の為の2つの詩（1970年、音楽の友作曲コンクール入賞）
- 世界の命＝広島の心・Hiroshima Spirit（1989年）合唱曲
- 岐阜市立岐阜小学校校歌（作詞・作曲）[10]